# Affaire du courrier de Lyon
Pour les articles homonymes, voir L'Affaire du courrier de Lyon (homonymie).
 (août 2016).
Si vous disposez d'ouvrages ou d'articles de référence ou si vous connaissez des sites web de qualité traitant du thème abordé ici, merci de compléter l'article en donnant les références utiles à sa vérifiabilité et en les liant à la section « Notes et références ».

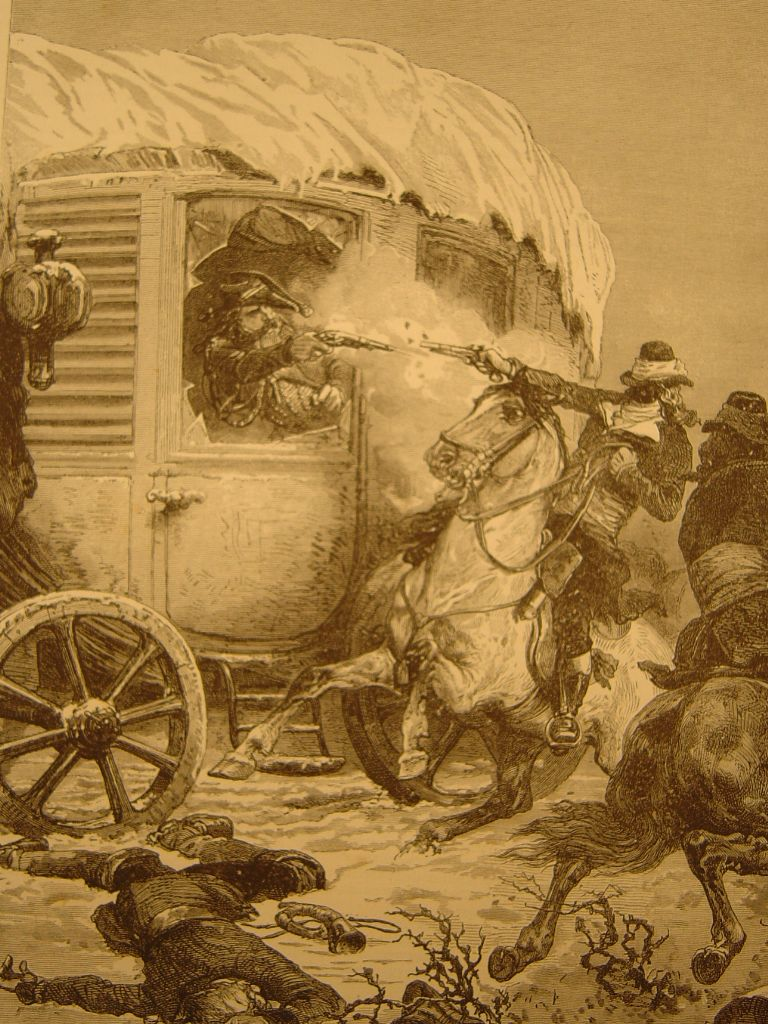
Illustration de l'attaque, gravure par Alphonse de Neuville (in L'Illustration européenne, 1872).

L'affaire du courrier de Lyon est une affaire criminelle française survenue à l'époque du gouvernement du Directoire qui régit la France depuis le 26 octobre 1795. Cette affaire survient juste après celle du Petit-Val ayant eu lieu une semaine avant le 20 avril 1796.
Dans la nuit du 8 au 9 floréal an IV (27 au 28 avril 1796), près du village de Vert-Saint-Denis (dans le département de Seine-et-Marne), la malle-poste qui va de Paris à Lyon est attaquée par cinq individus. Ils volent l'argent qu'elle convoyait et assassinent les deux postillons.
L'instruction et le procès de l'affaire conduisent à ce qui sera longtemps considéré comme une erreur judiciaire avec l'exécution du nommé Joseph Lesurques et comme l'exemple d'une justice approximative et trop rapide.

## Les faits
Au petit matin 9 floréal de l’an IV révolutionnaire (28 avril 1796), au lieu-dit Le Closeau, près de Vert-Saint-Denis, la malle-poste, une diligence à trois chevaux reliant Paris à Lyon, est découverte abandonnée et pillée. M. Audebert, le postillon, et M. Excoffon, le convoyeur chargé de la sécurité du transport, ont été assassinés : le premier, qui semble s'être vigoureusement défendu, a eu le crâne défoncé, la main droite sectionnée, et le corps tailladé à coups de sabre ; le second a le corps percé de trois coups de poignard. Le contenu de la malle-poste, 80 000 livres en monnaie et 7 millions de livres sous forme d'assignats, destinés à la solde des armées d'Italie, a été dérobé. Un mystérieux troisième passager, monté au départ de Paris, a disparu sans laisser de traces,.

## Enquête et procès
Les gendarmes pratiquent un « gel des lieux » et ratissent la zone du crime : ils trouvent comme indices matériels six caisses de bois blanc éventrées et vidées de leurs assignats, un éperon argenté réparé avec une ficelle – vraisemblablement perdu par l'un des agresseurs –, un sabre ensanglanté et brisé par la violence des coups portés au convoyeur. Un des chevaux est encore attelé à la voiture, le second attaché à un arbre, et le troisième a disparu. Les enquêteurs retrouvent par la suite le fourreau du sabre, et le cheval – identifié grâce à la selle du postillon – errant dans Paris : ils en déduisent que le cheval a été utilisé par le troisième passager, et que ce dernier est le complice des agresseurs,.
Le soupçons des gendarmes se portent sur le mystérieux passager et sur quatre cavaliers suspects repérés à plusieurs endroits du trajet. En remontant ce dernier vers Paris, ils recueillent, à Montgeron, le témoignage d'un aubergiste et deux cabaretières confirmant le passage de quatre individus remontant vers la capitale. Plus loin, un dragon venant de Paris leur indique avoir trouvé près de Maisons un sabre ensanglanté sans fourreau et sans ceinture. Ils apprennent qu'un jeune garçon a retrouvé le ceinturon. Les aubergistes interrogés confirment le passage d'un groupe de cavaliers remontant vers le nord. Arrivés à la barrière de Paris, ils apprennent que cinq cavaliers sont entrés dans la ville le 10 floréal à cinq heures du matin et la gendarmerie de Charenton les informe que le mystérieux passager s'est fait enregistrer sous le nom de Laborde. À Charenton, les enquêteurs recueillent la description du mystérieux voyageur. Un loueur de chevaux indique que l'un des cavaliers serait un dénommé Couriol.
De nombreuses arrestations ont lieu dans les semaines qui suivirent, avant que la justice ne se concentre sur six présumés coupables, dont quatre principaux.
- Étienne Couriol, représentant de commerce, parti à Troyes pour des raisons commerciales, est retrouvé par les différents relais de poste. Il est arrêté avec sa maîtresse à Château-Thierry. Il cherchait probablement à brouiller les pistes. On découvre un cinquième du butin dans sa voiture.
- Richard, apprenti bijoutier et receleur connu de la police, chez qui Couriol s'est réfugié au lendemain du crime et qui se trouve être également une connaissance d'un certain Guénot, est en fait le premier à être arrêté par les enquêteurs sur la trace de Couriol. C'est lui qui devait écouler discrètement le butin et qui a probablement recruté l'équipe des agresseurs.
- Guénot, originaire de Douai et logeant chez Richard, est arrêté, en compagnie de son ami Lesurques, dans le cabinet du juge d'instruction Daubanton, alors qu'il vient lui réclamer des documents lui appartenant saisis lors de l'enquête. Alors qu'ils attendent d'être reçus, ils sont formellement reconnus par deux servantes, convoquées en tant que témoins de l'affaire et qui affirment les avoir vus dans une auberge le soir de l'attaque.
- Les témoins de Lesurques, dont le peintre Hilaire Ledru, ne sont pas crus. En effet, lors de son transfert, on retrouve dans les bottes de Lesurques des papiers froissés, notamment une lettre à un de ses amis, bijoutier de son état, destinée semble-t-il à lui procurer un alibi. Son registre de comptes prouverait que Lesurques et lui-même ont effectué une transaction le lendemain du crime mais le juge s'aperçoit que la date sur ce registre est surchargée[6].

À l'issue du procès, Couriol, Bernard, Richard et Lesurques sont déclarés coupables, condamnés à mort et guillotinés le 3 octobre 1796. Richard est condamné à vingt-quatre années de bagne pour recel. Guénot, innocenté par le témoignage d'un policier, est acquitté.
Couriol déclare tardivement, après le verdict, que Lesurques est totalement étranger à l'affaire et qu'il se trouve victime d'une ressemblance malencontreuse avec le véritable complice des voleurs assassins, un certain Dubosq, toujours en fuite. Couriol réaffirme ses dires jusque sur l'échafaud.
En l'absence de droit de grâce officiel, le Conseil des Cinq-Cents, soucieux de respecter le principe de la séparation des pouvoirs et la justice populaire, laisse la justice faire son œuvre.
La lettre d'adieu de Joseph Lesurques à sa femme est ainsi rédigée :

« Ma bonne amie, quand tu liras cette lettre, je n'existerai plus ; un fer cruel aura tranché le fil de mes jours qui devraient être tous à toi et que je t'avais consacrés avec tant de plaisir, mais telle est la destinée qu'on ne peut fuir en aucun cas : je devais être assassiné juridiquement. »

## Suites judiciaires
Le juge Daubanton, responsable de la première instruction, rouvre l'enquête cinq ans plus tard. On arrête en effet en 1800 un nommé Dubosq, bijoutier désigné par Couriol alors en prison comme un de ses complices (avec Vidal dit Lafleur, Ducrochat et l'Italien Roussi). Ce Dubosq, qui présente selon les témoins de l'époque une ressemblance avec Joseph Lesurques, aurait porté lors de l'attaque une perruque blonde de la même couleur de cheveux que Lesurques. Un seul des témoins se rétracte et désigne Dubosq à la place de Lesurques. Pendant son procès, Dubosq nie toute participation mais confirme sur l'échafaud avant d'être guillotiné l'innocence de Lesurques.
Selon le commandant de gendarmerie Éric Dagnicourt, auteur d'un livre enquête sur cette affaire, l'attaque aurait été conçue par David Bernard et Joseph Lesurques dans un café-restaurant parisien (qui existe toujours) à un des angles de la rue de Verneuil et de la rue du Bac. Bernard et Lesurques en tant que commanditaires financiers, font appel à Richard qui recrute l'équipe de malfaiteurs. Un des malfaiteurs monte dans la diligence à Paris tandis que quatre autres se postent sur la route de Lyon (l'actuelle N6) près du lieu-dit de la Fontaine Ronde. Trois prennent d'assaut la voiture postale tandis que Bernard et Lesurques surveillent l'opération de loin. Ils tuent le postillon et le courrier à coups de poignards et de sabre (par préméditation ou par panique lorsque les agressés se défendent) et s'emparent de l'argent.
Lesurques, considéré pendant de nombreuses années comme innocent, a donné son nom à une loi permettant de réhabiliter des condamnés reconnus innocents par la suite (le bâtonnier de Paris Jules Favre obtient la modification législative de l’article 443 du Code d’Instruction Criminelle par la loi de réhabilitation du 29 juin 1867), même si lui-même n’en bénéficia pas : sa fille, Virginie Lesurques, demanda à la Cour de Cassation la révision de sa condamnation en se basant sur cette nouvelle loi mais sa requête fut jugée non recevable au motif que Dubosq avait été condamné comme complice et non comme auteur principal (arrêt du 17 décembre 1868). Dès lors, c'est l’opinion publique qui prononça la réhabilitation de Lesurques, en faisant de sa condamnation le symbole de l’erreur judiciaire (fréquemment évoqué par les avocats pour l’abolition de la peine de mort), alors que cette dernière n'est finalement pas prouvée. Une rue porte le nom de Joseph Lesurques dans la commune de Vert-Saint-Denis.

## Adaptations
L'affaire du courrier de Lyon a inspiré plusieurs œuvres :

### Romans et récits
- Armand Fouquier, Histoire du procès Lesurques, Paris, Lebrun, 1859, 208 p. Extrait des Causes célèbres de tous les peuples. En ligne sur Gallica.
- Pierre Zaccone, Le Courrier de Lyon, Paris, Librairie du Petit Journal, 1868, 357 p. En ligne sur Gallica.
- Maurice Jogand, La Bréban, ou L'Affaire du Courrier de Lyon, première et seconde parties, Paris, 1884-1885, 2414 p. En ligne sur Gallica.
- Arthur Bernède (dir.), L'Assassinat du courrier de Lyon, Paris, Tallandier, coll. « Livre national. Crimes et Châtiments », 1931. En ligne sur Gallica.
- Maxime Valoris & M. Mario, Le courrier de Lyon. La mort d'un innocent, Editions Rouff - Bibliothèque des Grands Romans Populaires, 1951, 328 p.

Evelyne Brisou-Pellen, Derrière toi, La malédiction des 33.

### Théâtre
- L'Affaire du courrier de Lyon (1987), pièce d'Alain Decaux et Robert Hossein, jouée au Palais des sports de Paris.

### Cinéma

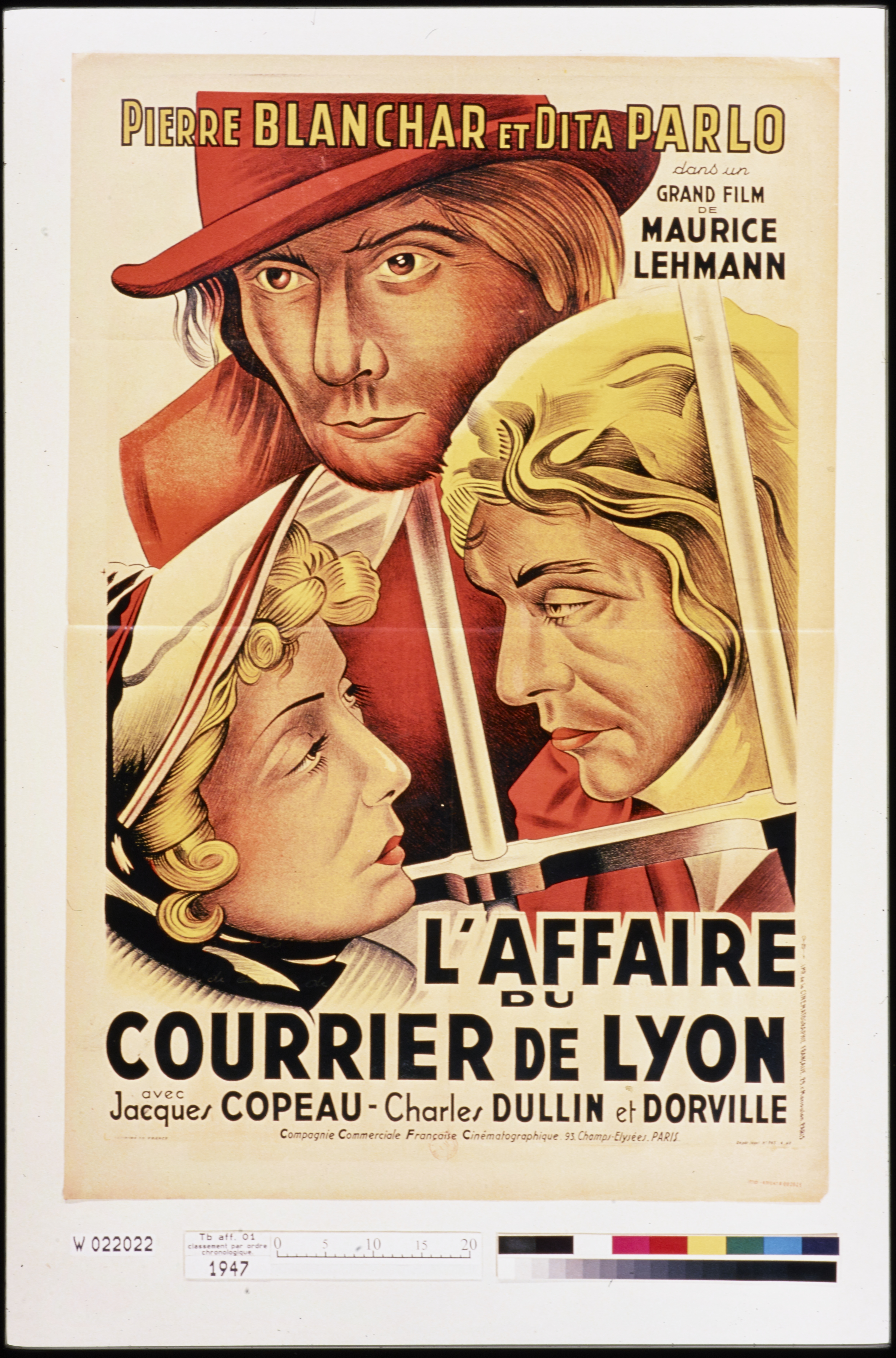
Affiche du film de 1937.

- 1911 : Le Courrier de Lyon ou L'Attaque de la malle-poste, film muet français d'Albert Capellani.
- 1923 : L'Affaire du courrier de Lyon, film muet français de Léon Poirier.
- 1937 : L'Affaire du courrier de Lyon  film français de Claude Autant-Lara et Maurice Lehmann.
- 1968 : Faut pas prendre les enfants du bon Dieu pour des canards sauvages, film français de Michel Audiard, où Fred (André Pousse) déclare : « Technicité et efficience égalent rendement. On n'est plus à l'époque du courrier de Lyon ou de la bande à Bonnot. Le bricoleur, même de génie, n'a plus sa place dans le monde moderne. »[8]

### Émission de radio et de télévision
- Les Maîtres du mystère, L'affaire du courrier de Lyon, fiction radio dramatique du 16 décembre 1959.
- La Vérité sur l'affaire du courrier de Lyon (1963), téléfilm français en deux épisodes de Stellio Lorenzi, André Castelot et Alain Decaux dans la série « La caméra explore le temps ».
- Dans l'émission Le dossier d'Alain Decaux du 16 octobre 1985, Alain Decaux revient sur l'affaire et donne son avis sur l'énigme judiciaire[9]
- Condamnés à tort, émission sur RTL du 27 mai 2015.

### Chanson
- Complainte du courrier de Lyon, chanson de Maxime Le Forestier, 1987[10].

### Bande dessinée
- Le Tour de Gaule d'Astérix (1965), bande dessinée de René Goscinny et Albert Uderzo, page 24 : « Je vous promets qu'on n'a pas fini d'en parler de l'affaire du courrier de Lugdunum ! ».
- Benoît Brisefer, Madame Adolphine (1965), lorsque Monsieur Vladlavodka s'exclame à l'attention de la police « Souvenez-vous de l'affaire du courrier de Lyon ! » (planche 26).